# Wangnick (Kreis Friedland/Bartenstein)
Wangnick ist der Name eines untergegangenen ostpreußischen Ortes. Seine Ortsstelle befindet sich jetzt im Bereich der russischen Oblast Kaliningrad (Gebiet Königsberg (Preußen)) im Munizipalkreis Rajon Prawdinsk (Stadtkreis Friedland). Eine russische Bezeichnung für den Ort ist nicht bekannt.

## Geographische Lage
Die Ortsstelle von Wangnick liegt in der südlichen Mitte der Oblast Kaliningrad, 16 Kilometer westlich der einstigen Kreis- und heutigen Rajonshauptstadt Friedland (russisch Prawdinsk) bzw. 20 Kilometer nördlich der zwischenzeitlichen und heute auf polnischem Hoheitsgebiet gelegenen Kreismetropole Bartoszyce (deutsch Bartenstein).

## Geschichte
Das Gründungsjahr des seinerzeitigen Wangniken liegt vor 1425. Nach 1425 wurde der Ort mit seinen wenigen Höfen Wangnith, nach 1452 Wangnicken und dann nach 1820 erst Wangnick genannt.
Als 1874 der Amtsbezirk Kapsitten (russisch Jagodnoje) im ostpreußischen Kreis Friedland (1927 bis 1945: „Kreis Bartenstein“) gebildet wurde, wurde die Landgemeinde einbezogen. Im Jahre 1905 zählte Wangnick 28 Einwohner, im Jahre 1910 waren es 25.
Am 30. September 1928 schloss sich die Landgemeinde Wangnick mit den Gutsbezirken Gertlack (russisch Jelnino) und Kapsitten (Jagodnoje) zur neuen Landgemeinde Gertlack zusammen. Folgerichtig wurde der Amtsbezirk Kapsitten zeitgleich in „Amtsbezirk Gertlack“ umbenannt. Doch nicht für lange Zeit: als Gertlack am 8. Mai 1934 in „Kapsitten“ umbenannt wurde, erhielt auch der Amtsbezirk wieder seinen angestammten Namen „Amtsbezirk Kapsitten“. Bis 1945 war Wangnick dann somit eine Ortschaft der Landgemeinde Kapsitten.
Als 1945 in Kriegsfolge das gesamte nördliche Ostpreußen an die Sowjetunion fiel, verlor sich bereits in den ersten Nachkriegsjahren die Spur Wangnicks. Vermutlich wurde der Ort nicht mehr besiedelt, ein russischer Name ist nicht belegt, und so gilt Wangnick heute als untergegangener Ort. Seine Ortsstelle liegt im Gebiet der Munizipalkreises Rajon Prawdinsk (Stadtkreis Friedland).

## Religion
Christentum
Bis 1945 war Wangnick in das Kirchspiel der evangelischen Kirche Domnau (russisch Domnowo) in der Kirchenprovinz Ostpreußen der Kirche der Altpreußischen Union, außerdem in die römisch-katholische Pfarrei Tapiau (russisch Gwardeisk) im Bistum Ermland eingepfarrt.

## Verkehr
Die nicht mehr erkennbare Ortsstelle von Wangnick liegt an einer Nebenstraße, die von Domnowo (Domnau) nach Pessotschnoje (Gallitten) führt. Bis zum Zweiten Weltkrieg war der Bahnhof in Domnau die nächste Bahnstation.